# Armoiries du Venezuela

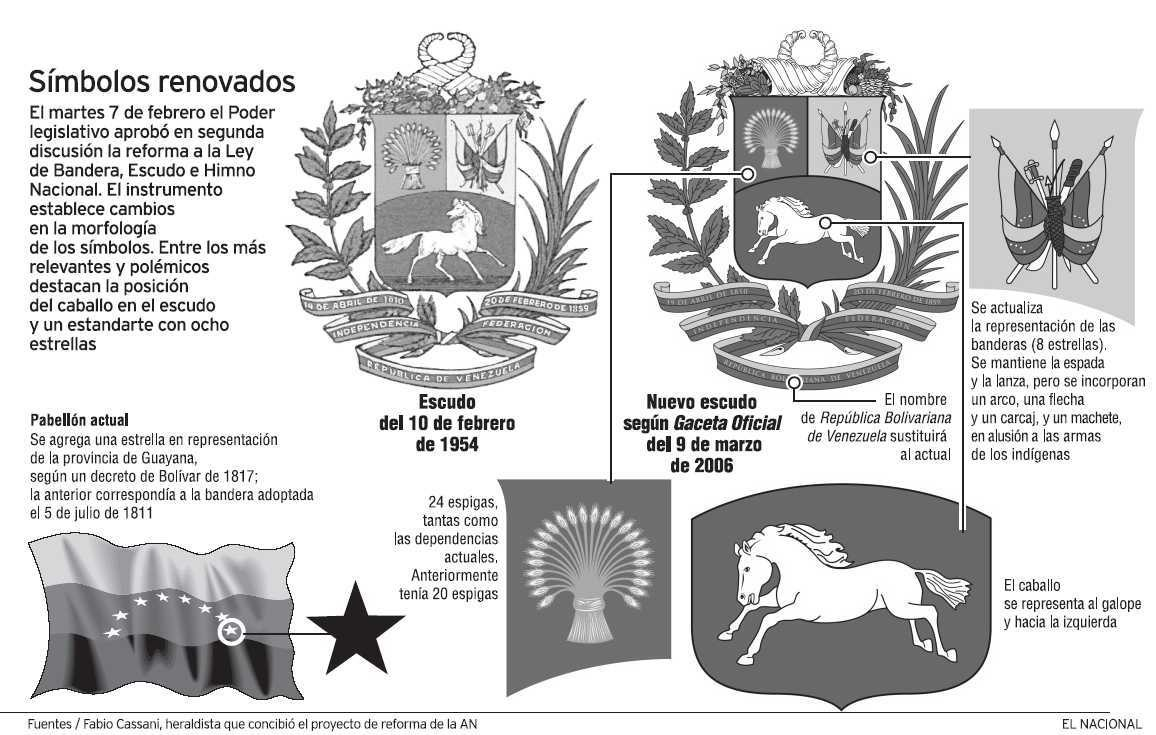
Journal vénézuélien El Nacional, 12/03/2006

Les armoiries du Venezuela ont été adoptées par le Congrès de la République le 18 avril 1836. Elles forment un écu à trois quartiers :
- la gerbe de blé qu'abrite le premier quartier sur champ rouge symbolise la richesse de la nation, les épis signifient l'union des États au Venezuela ;
- le deuxième quartier réunit sur champ jaune des symboles de victoire militaire, soit trois lances, deux épées et deux drapeaux nationaux serrés à l'aide d'une couronne de laurier. Un arc et des flèches ainsi qu'un canöe ont été ajoutés pour représenter les peuples indigènes, une machette en hommage aux racines des descendants d’origine africaine ;
- le troisième quartier montre sur fond bleu un cheval indompté pour signifier la liberté et l'indépendance. Ce cheval allait vers la droite et a été remplacé par un cheval allant vers la gauche sous la présidence d'Hugo Chavez car ce cheval allant vers la droite était considéré comme un symbole réactionnaire alors que le nouveau cheval galope à toute vitesse vers la gauche et montre la nouvelle orientation du pays ;
- le timbre de l'écu consiste en deux cornes d'abondance, symboles de prospérité.
- une branche d'olivier et une branche de laurier représentent la joie de vivre des citoyens ; elles sont maintenues par un ruban tricolore.

Le 7 mars 2006, l'Assemblée nationale adopte la modification du drapeau national afin de l'adapter à la « révolution socialiste » du président Hugo Chávez, à l’initiative du projet. Entièrement contrôlée par les partisans du chef de l’État à la suite du boycott des élections législatives par l’opposition en décembre, l'Assemblée a approuvé l’ajout d’une huitième étoile en hommage au héros national Simón Bolívar, libérateur de l’Amérique latine et inspirateur de l’idéologie du régime.
Les députés vénézuéliens ont également modifié le galop du cheval blanc figurant sur l’écusson national afin de le tourner, non plus vers la droite, mais vers la gauche, afin de symboliser l’orientation politique du gouvernement. Le Parlement a également décidé certains ajouts sur l’écusson, tels qu’une épée, une lance, un arc et une flèche dans un carquois, représentant les armes des indigènes, ou une machette de paysan, en hommage aux racines des descendants d’origine africaine.
C'est l’héraldiste Fabio Cassani Pironti, chargé par l'Assemblée nationale, qui a effectué les changements du blason national.

1836-1864
1864-1871
1871-1905
1905-1954
1954-2006

## Notes et références

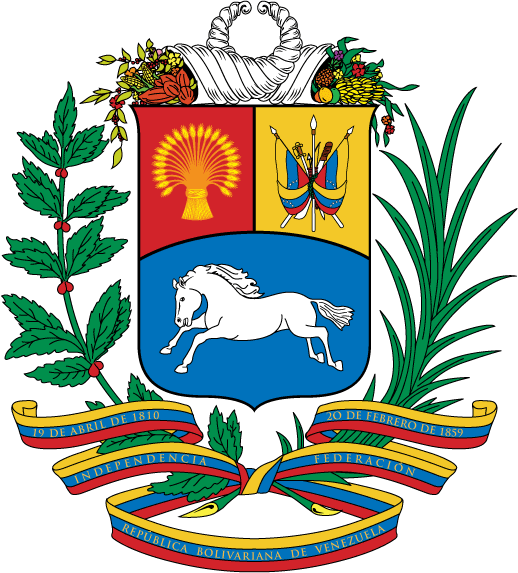
Armoiries du Venezuela faites par Fabio Cassani Pironti